# USS 선더차일드 (NCC-63549)
USS 선더차일드(영어: The USS Thunderchild, NCC-63549)는 현재 스타 트렉에서 이름이 유일하게 알려진 아키라 클래스 스타쉽이다. 이 함선은 2370년경 진수되었으며, 2373년 보그와의 2차 전투인 섹터 001 전투(Battle of Sector 001)에서 보그 큐브를 파괴하는데 큰 기여를 하였다. 제식번호는 NCC-63549이다.
이 함선은 초강력 출력을 갖는 타입 10 페이저 6문과 광자 어뢰 발사대 15문, 양자 어뢰 발사대 2문을 탑재하였다. 왕복선 격납고는 전방과 후방에 각 1곳씩 있으며 유사시에는 발포 기능을 가진 왕복선을 발진시킬 수 있다. 최고 속도는 워프 9.8이며, 승무원 수는 500명이지만, 대규모 구출 작전이 벌어질 경우 최고 4500명까지 수용 가능하다.
2373년 현재 활동 중이며, 앰배서더와 갤럭시를 포함한 주역 함선이다.

## 읽을거리
아키라 클래스 스타십의 모습을 위에서 보면 엔터프라이즈 (NX-01)과 거의 같다. 이래서 '아키라프라이즈(Akiraprise NX-01)'이라는 말이 생기기도 하였다.